# Robbie Ryan
Robbie Ryan (ur. 1970 w Dublinie) – irlandzki operator filmowy.
Zasłynął jako stały współpracownik brytyjskiej reżyserki Andrei Arnold. Pracowali razem nad jej wszystkimi filmami: Osa (2003), Red Road (2006), Fish Tank (2009), Wichrowe Wzgórza (2011) i American Honey (2016). Jego praca operatorska przy Wichrowych Wzgórzach przyniosła mu Złotą Osellę za najlepsze zdjęcia na 68. MFF w Wenecji.
Czterokrotnie współpracował również z Kenem Loachem przy filmach: Whisky dla aniołów (2012), Klub Jimmy’ego (2014), Ja, Daniel Blake (2016) i Nie ma nas w domu (2019). Inni reżyserzy, z którymi Ryan pracował to m.in. Sarah Gavron (Brick Lane, 2007), Stephen Frears (Tajemnica Filomeny, 2013) czy Noah Baumbach (Historia małżeńska, 2019).
Największym jak dotąd jego osiągnięciem były zdjęcia do filmu Faworyta (2018) Jorgosa Lantimosa, za które zdobył Europejską Nagrodę Filmową dla najlepszego operatora oraz nominację do Oscara za najlepsze zdjęcia.